# Blatsé
Blatsé (en macédonien Блаце) est un village situé à Tchoutcher Sandevo, au nord de la Macédoine du Nord. Le village comptait 972 habitants en 2002. Il se trouve à la frontière du Kosovo, dans le massif de la Skopska Crna Gora. Il est majoritairement albanais.

## Démographie
Lors du recensement de 2002, le village comptait :
- Albanais : 968
- Macédoniens : 1
- Autres : 3